# Victoria Tower (Londyn)
Victoria Tower – XIX-wieczna wieża będąca częścią kompleksu Pałacu Westminsterskiego, położona w centrum Londynu, na lewym brzegu Tamizy. Ma 98,5 metra wysokości. Stanowi jedyne wejście do Pałacu Westminsterskiego, z którego skorzystać może panujący monarcha w drodze do Izby Lordów.

## Historia
Wieża została wzniesiona w ramach odbudowy Pałacu Westminsterskiego po pożarze z 1834 roku. Jej – podobnie jak i całego pałacu – głównym architektem, w drodze konkursu, został Charles Barry. Do użytku oddano ją w 1860 roku. Początkowo służyła jako główne wejście do Pałacu Westminsterskiego. Od początku istnienia mieści się w niej również archiwum brytyjskiego Parlamentu.
W latach 1990–1994 wieża została poddana renowacji. Zastąpiono wówczas około 1000 m³ zniszczonego kamienia, a także poddano renowacji ponad 100 kamiennych tarcz herbowych.

## Wygląd
Victoria Tower ma wysokość 98,5 metra i jest najwyższą wieżą znajdująca się w kompleksie Pałacu Westminsterskiego. Niegdyś była to najwyższa zbudowaną na planie czworoboku kamienna wieża na świecie.
U podstawy mury mają grubość około 3,5 metra, zaś w wyższych partiach niecałe 2 metry. Portal wejściowy ma kształt łuku i osiąga około 22 metrów wysokości i niemalże 7 metrów szerokości.
Na szczycie wieży umieszczony jest żelazny maszt, na którym wywiesza się flagę Wielkiej Brytanii lub – jeśli w pałacu przebywa monarcha – sztandar królewski. Elewacja i wnętrze wieży są ozdobione licznymi posągami, w tym przedstawieniami patronów Anglii (świętego Jerzego), Szkocji (świętego Andrzeja Apostoła), Walii (świętego Dawida) oraz Irlandii (świętego Patryka), królowej Wiktorii oraz alegorycznie ujętych Sprawiedliwości i Łaski. W rozmaitych elementach architektonicznych powtarza się monogram „VR” odnoszący się do królowej Wiktorii, róża Tudorów oraz brona widniejąca w herbie Westminsteru.